# چارلز اس. داتون
چارلز اس. داتون (به انگلیسی: Charles Stanley Dutton) (زادهٔ ۳۰ ژانویه ۱۹۵۱) بازیگر و کارگردان آمریکایی است.
از فیلم‌های معروف او می‌توان به بازی در فیلم زمانی برای کشتن، چاقوی ضامن دار، قلب تصادفی، میسیسیپی ماسالا، سگ سیاه، جنتلمن برجسته، داندی کروکودیل ۲، زنان واقعی، اقبال کلوچه، رودی، نجات از شکار شدن و در برابر طناب اشاره کرد.